# Eremochrysa (Chrysopiella) minora
Eremochrysa (Chrysopiella) minora is een insect uit de familie van de gaasvliegen (Chrysopidae), die tot de orde netvleugeligen (Neuroptera) behoort. 
Eremochrysa (Chrysopiella) minora is voor het eerst wetenschappelijk beschreven door Banks in 1935.